# Helmut Pfeifer
Helmut Pfeifer (* 24. Mai 1922 in Reichenberg, Tschechoslowakei; † 16. Januar 2006 in Saarbrücken) war ein deutscher Mediziner und Hochschullehrer.

## Leben und Werk
Helmut Pfeifer studierte Medizin und promovierte 1951 in Zahnmedizin und 1954 zum Dr. med., habilitierte sich 1962 und wurde Privatdozent an der Universität Heidelberg. Hauptberuflich war er als Facharzt für Anästhesie und Kieferchirurgie tätig. Er wurde Oberarzt der Universitätsklinik für Mund-, Zahn- und Kiefernkranke in Heidelberg. 
Im August 1969 erfolgte seine Berufung zum Chefarzt der Klinik für Mund-, Kiefer- und Gesichtschirurgie in den Städtischen Krankenanstalten auf dem Winterberg in Saarbrücken. Im Juli 1987 wurde er durch Josef Dumbach abgelöst.
Von 1974 bis 1976 war er Vorsitzender der Medizinischen Gesellschaft des Saarlandes. 

## Schriften (Auswahl)
- Über den Torus mandibularis der Nagetiere. Heidelberg 1951.
- Die Schmerzausschaltung bei kieferchirurgischen Operationen an der Universitätsklinik und Poliklinik für Mund-, Zahn- und Kieferkranke, Heidelberg. Heidelberg 1954.
- Blutdruck-Homoeostase bei Kiefer- und Gesichtsoperationen im Alter. Wien 1962.
- Erhaltung traumatisch geschädigter Zähne. In: Deutsche zahnärztliche Zeitschrift. Band 24, 1969, S. 263–267.